# ان‌جی‌سی ۶۹۲۵
ان‌جی‌سی ۶۹۲۵ (انگلیسی: NGC 6925) یک کهکشان مارپیچی بدون میله در صورت فلکی میکروسکوپ است.